# Amphictyonie de Delphes
L’amphictyonie de Delphes (en grec : Δελφική Αμφικτυονία) est une ligue religieuse rassemblant plusieurs États grecs, formant un conseil chargé principalement de l'administration du sanctuaire d'Apollon à Delphes, et de celui de Déméter à Anthéla près des Thermopyles. 
Le conseil est composé des délégués représentant chaque peuple, les hiéromnémon accompagnés par des pylagores, assistants désignés par tirage au sort par leurs concitoyens, qui possèdent le droit de délibérer mais non celui de voter. L’influence des pylagores est supérieure à celle des hiéromnémons.

## Sources
Les grands auteurs de l'Antiquité (Démosthène, Eschine, Hérodote, Plutarque, Diodore de Sicile, Denys d'Halicarnasse, etc.) ont produit de nombreux textes qui permettent aux historiens de mieux connaître l'institution de l'amphictyonie pyléo-delphique. Diodore de Sicile et Denys d'Halicarnasse plaçaient cette ligue en symbole de l'harmonie du monde grec. Cependant, il n'y a pas d'ouvrages spécifiques ou synthétiques sur l'institution. Le reste des sources est de nature épigraphique.

## Origines et histoire

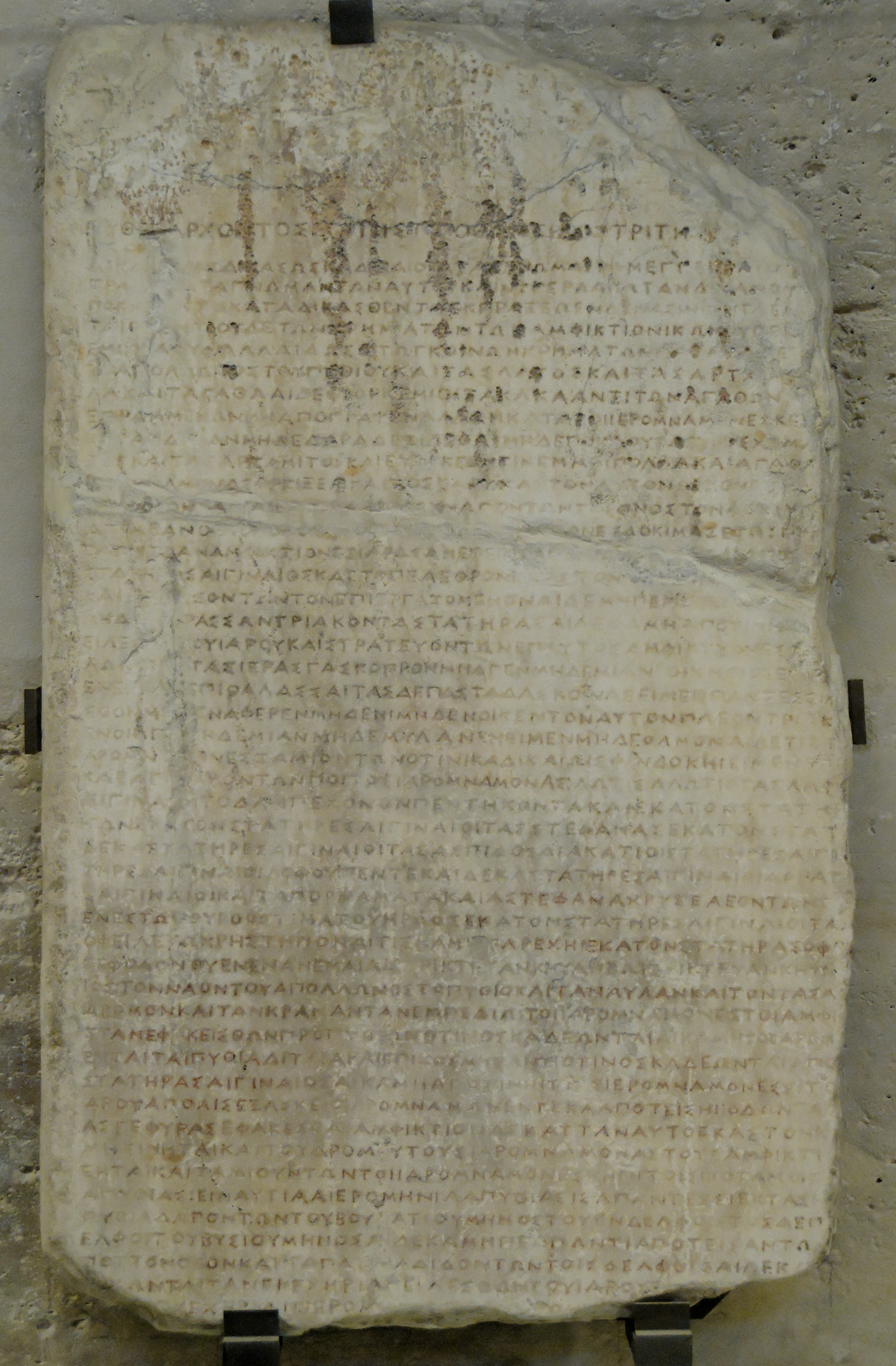
Règlement amphictyonique de Delphes,, musée du Louvre.

Les sources attestent l'existence de l'amphictyonie à partir du VIe siècle av. J.-C. (néanmoins rien ne nous permet de préciser une date de création) lors de l'époque archaïque, au moment de la "première guerre sacrée". Cependant, la création de cette association remonterait à plus loin et serait liée à celle des concours pythiques. La particularité de cette association à l'époque était d'être "internationale". 
Il faut garder à l'esprit que les renseignements manquent et que ses origines tiennent de la légende. 
La Macédoine dominait l'amphictyonie jusqu'à la mort d'Alexandre le Grand et cette hégémonie existait encore en 302 av. J.-C., sous Démétrios Ier Poliorcète. En 279, les Phocidiens récupérèrent les sièges qu'ils avaient perdus au profit de la Macédoine durant la "troisième guerre sacrée". Ainsi, la composition du conseil a beaucoup changé au gré des événements politiques. Quand les Romains soumirent la Grèce, Rome reprit la gestion de l'association de façon indirecte. En effet, cet organe religieux était crucial pour les Romains qui pratiquaient la tolérance religieuse. Les empereurs ont d'ailleurs remanié le conseil et sa composition : ses sièges, ses élections, ses votes. Cependant, si les peuples et cités grecques se battaient toujours pour les places de membre, l'amphictyonie n'avait plus de rôle effectif. Elle fut plus tard éclipsée par d'autres associations comme le Panhellénion. 
L'existence de l'amphictyonie est attestée jusqu'au IIIe siècle apr. J.-C. Ainsi, cette association internationale aurait perduré pendant huit siècles.

## Rôle de l'amphictyonie
La mission de l'amphictyonie est double. Il s'agit d'une part d'assurer la paix et l'harmonie entre les membres, ou au moins éviter qu'ils ne s'affrontent. D'autre part, cette association est chargée de la gestion des sanctuaires d'Apollon à Delphes et de Déméter des Pyles dans la région des Thermopyles. Cette gestion des sanctuaires comprend aussi l'organisation des concours pythiques, des rituels et des offrandes, ainsi que la protection de la fortune sacrée et des terres sacrées du sanctuaire. De plus, la prêtresse oraculaire de Delphes, la Pythie, dépendait aussi de l'amphictyonie. 
Il faut relativiser les prérogatives de cette association. Moins actrice que témoin de l'évolution géopolitique de la Grèce, elle a été instrumentalisée par des acteurs puissants. Par exemple, au printemps 339, les pro-macédoniens Eschine et Midias, délégués au conseil de l'amphictyonie, alors sous la présidence de Philippe II, ont accusé les Locriens d'Amphissa de sacrilège, ce qui a abouti au vote de la "quatrième guerre sacrée". En effet, c'était une stratégie de Philippe II dans le cadre de sa politique d'expansion.

## Composition du Conseil
La composition du conseil a beaucoup évolué dans le temps, au gré des évolutions politiques en Grèce. Au début du IVe siècle av. J.-C., le conseil était composé de 12 peuples et cités (èthnos et polis) qui possédaient chacun deux sièges :
- Les Thessaliens : toujours en tête de liste, ils exerçaient un type de présidence. Cela remonterait à leur proximité du sanctuaire originel aux Thermopyles. Cottyphos, le hiéromnémon thessalien,  avait notamment commandé l'armée fédérale contre les Locriens d'Amphissa.
- Les Delphiens : Delphes était un membre particulier de l'organisation, au vu de sa proximité avec l'un des sanctuaires.
- Les Phocidiens : Malgré le voisinage au sanctuaire, ils ne possédaient pas une place privilégiée au sein du conseil.
- Les Béotiens : membre important de l'amphictyonie, la Béotie est puissante mais elle n'a pas toujours occupé une place en tête.
- Les Locriens : se partagent deux sièges au suffrage distincts correspondant aux deux Locrides (de l'Est et de l'Ouest).
- Les Ioniens, dont un Athénien et un Eubéen.
- Les Doriens, dont un représentant de la Doride métropolitaine (ou rarement un Spartiate) et un représentant des cités doriennes du nord-est du Péloponnèse : Les "Doriens de la métropole" avaient une voix moins influente que les "Doriens du Péloponnèse".
- Les Périèques : des Thessaliens (deux Achéens de Phtiotide, deux Magnètes, deux Énianes, deux Maliens, deux Perrhèbes-Dolopes).

Les membres de la ligue prêtaient un serment qui les engageait à ne pas se faire la guerre et à respecter le trésor déposé dans le temple d'Apollon.
Remarque : comme on l'observe pour les Doriens, les Ioniens et les Locriens, la répartition en deux sièges dépendait beaucoup de la situation géographique des peuples et cités. Ainsi pour constituer un siège à l'amphictyonie, un peuple pouvait être représenté par deux cités différentes, possédant chacune un suffrage distinct.

## Fondements et institutions de l'Amphictyonie
Les textes d'Eschine permettent de comprendre la nature institutionnelle de l'Amphictyonie pyléo-delphique. Les fondements de cette organisation auraient été des serments, composant une législation commune à tous les Grecs. Cependant aucune source, s'il y en a eu, n'a été conservée. Par ces serments, les Amphictyons s'engagent à ne pas s'agresser mutuellement. Cet organe d'administration religieuse et civile s'est armé de législations communes sous forme de décrets. Son appareil judiciaire était calqué sur celui des cités grecques. Cependant, la portée de ces législations était limitée. Souvent, pour des cas pratiques, les cités-membres appliquaient  leur propre juridiction. Néanmoins, ces lois assuraient une immunité internationale aux Amphictyons. Son jugement portait principalement sur les affaires religieuses. 
Les cités et peuples qui composent cette association internationale nommaient ses hiéromnémons de façons diverses et variées. La charge était prestigieuse et respectée. Il existait deux types de rassemblements : le premier, consistant à rassembler de manière semestrielle les hiéromnémons et les pylagores pour les affaires ordinaires ; le second, convoqué pour les événements exceptionnels, réunissant l'assemblée (ecclésia).
Le conseil n’était pas intervenu dans certains événements majeurs de la période, comme les Guerres médiques, mais celles-ci n’avaient pas tant affecté ses Etats membres. Alors que les rapports de forces changent en Grèce méridionale, l’Amphictyonie devenait cruciale pour Philippe, pour le Koinon étolien, etc. En fait, même si le synédrion n’a pas toujours eu un rôle d’importance, ses membres l’ont utilisé, s’y sont disputé les places, l’ont instrumentalisé, ce qui prouve que le conseil était une source de pouvoir et de légitimité. Mais parfois elle a été réduite à cela, un objet instrumentalisé et non un acteur.